# Marwica (struga)
Marwica – struga na Pojezierzu Myśliborskim, prawy dopływ Kłodawki o długości 22,4 km. Źródła strugi znajdują się koło osady Smolary w gminie Nowogródek Pomorski w województwie zachodniopomorskim.